# Colimarena
Colimarena is een geslacht van spinnen uit de familie mierenjagers (Zodariidae). [=Colima Jocqué & Baert, 2005, nec. Colima Goodnight & Goodnight, 1945]

## Soorten
Het geslacht kent de volgende soorten:
- Colimarena colima (Jocqué & Baert, 2005)
- Colimarena manzanillo (Jocqué & Baert, 2005)